# District de Khowai
Le district de Khowai est un district de l'État du Tripura, en Inde.

## Géographie
Son chef-lieu est la ville de Khowai. 